# Брадимас, Джон
Сти́вен Джон Бради́мас-младший (англ. Stephen John Brademas Jr.; 2 марта 1927, Мишавока, Индиана, США — 11 июля 2016, Нью-Йорк, США) — американский политик-демократ и преподаватель. На момент завершения более чем 20-летней карьеры в Конгрессе США (1959—1981) занимал пост парламентского организатора фракции большинства в Палате представителей США (1977—1981). Помимо основных достижений в области законодательства, в том числе значительного количества федеральных законов, касающихся школ, искусств и гуманитарных наук, занимал должность 13-го президента Нью-Йоркского университета (1981—1991), был членом, а затем председателем совета директоров Федерального резервного банка Нью-Йорка, членом совета директоров Нью-Йоркской фондовой биржи, членом совета попечителей Фонда Рокфеллера, членом Американо-греческого прогрессивного просветительского союза (AHEPA) и Ордена святого апостола Андрея (носил оффикий (титул) архонта Вселенского Патриархата Константинополя). Второй после Лукаса Милтиадиса Миллера и первый родившийся в США американец греческого происхождения, избранный в Конгресс США. Лауреат Почётной медали острова Эллис (1986).

## Биография
Старший из четырех детей в семье греческого иммигранта Стивена Джона Брадимаса и американки Беатрисы Гоубл. Его отец был владельцем ресторана, а мать учителем начальной школы. Проводил лето с дедом по материнской линии, который был суперинтендантом школ в Канаде, а также обладал большой библиотекой.
Окончил центральную среднюю школу в Саут-Бенде (Индиана).
В течение двух лет служил в ВМС США, проходя службу в Милуоки (Висконсин).
Обучаясь в Гарвардском университете, который он окончил со степенью бакалавра гуманитарных наук, Брадимас проживал в Адамс-Хаус и был членом студенческой организации Phi Beta Kappa.
Стал обладателем стипендии Родса и учился в Брасенос-колледже при Оксфордском университете, который окончил со степенью доктора философии в области социальных исследований.

## Конгресс США
Будучи конгрессменом, являлся членом комитета по образованию и труду, сыграв ведущую роль в написании большей части принятых в тот период федеральных законов, касающихся школ, колледжей и университетов, услуг для престарелых лиц и инвалидов, библиотек и музеев, искусств и гуманитарных наук.
После Брадимаса одними из первых греков, избранных в нижнюю палату парламента США, стали, в том числе, Олимпия Сноу, Пол Цонгас и Пол Сарбейнз.
В 1965 году присоединился к авторам законопроекта о создании Национального фонда искусств (NEA) и Национального фонда поддержки гуманитарных наук (NEH), и в течение десяти лет возглавлял подкомитет Конгресса, осуществляя над ними юрисдикцию.
Выступал в Палате представителей в качестве главного автора многих принятых Конгрессом законопроектов, касающихся вопросов культуры, гуманитарных наук, искусств, музеев, библиотек, информационных услуг, образования для детей-инвалидов, международного образования, обучения о вреде алкоголя и наркотиков. Также был одним из основных соавтор Закона о начальном и среднем образовании (1965), Законов о высшем образовании (1972, 1976), нацеленных на помощь студентам, а также законодательного предложения о создании Национального института образования при Наньянском технологическом университете (Сингапур).
В декабре 1963 года компания «Studebaker Corporation» закрыла в Саут-Бенде свои автомобильные заводы, лишив работы более 5 000 человек. Брадимас сыграл важную роль в преодолении последствий закрытия «Studebaker» в метрополитенском статистическом ареале Саут-Бенд — Мишавока, задействовав свои связи в Вашингтоне. В 1964 году, после получения от правительства контракта на сумму $ 81 млн, компания «Kaiser Jeep Corporation» приобрела завод по изготовлению грузовых автомобилей «Studebaker Corporation» на Чиппева-авеню, вновь обеспечив значительное число людей работой по изготовлению военных и почтовых автомобилей. И хотя сегодня этот завод больше не используется, компания «AM General», преемник автомобилестроительных корпораций «Kaiser Jeep» и «American Motors», производит колёсные автомобили военного назначения Humvee, а также Hummer H1 и Hummer H2 в городе Мишавока к востоку от Саут-Бенда. В середине 1960-х годов это было бы почти невозможно без участия Брадимаса.
На очередных выборах в Конгресс 4 ноября 1980 года уступил своё место республиканцу Джону Хилеру.
Умер 11 июля 2016 года в возрасте 89 лет.

## Вторжение Турции на Кипр
Брадимас выступал против американской военной помощи Греции, в которой в 1967 году был установлен Режим полковников.
После вторжения турецких войск в северную часть Кипра и её оккупации в 1974 году, активно взялся за эту проблему. Будучи на тот момент членом Конгресса, он выступал категорически против этого акта со стороны Турции и решительно поддерживал Грецию. Всегда делал акцент на том, что работа, которую он вёл в интересах Греции, была и в лучших интересах США.

15 августа 1974 года, находясь в штаб-квартире Государственного департамента США, лицом к лицу столкнулся с тогдашним государственным секретарём Генри Киссинджером, сказав последнему:
Мы возлагаем вину непосредственно на вас, сэр. Мы не возлагаем ответственность за провал политики США в Греции и на Кипре на президента Форда. Мы считаем, что она лежит на вас.
Противостоящие стороны администрации президента США в открытую и в частных обсуждениях говорили о страсти Брадимаса к Кипрскому спору, а также обсуждали его в сентябре 1974 года за закрытыми дверями, как об этом свидетельствуют рассекреченные протоколы совещаний по данному вопросу на высоком уровне в присутствии президента США, госсекретаря Киссинджера и многочисленных влиятельных членов Конгресса.

Конгрессмен Питер Фрелингуйсен говорил участникам встречи о переговорах по Кипру:
Борьба ещё не окончена. Брадимас будет продолжать бороться.
Брадимас возглавлял коалицию, призывающую к эмбарго на поставки оружия Турции (наряду с лоббированием этой же цели Эвгениосом Россидисом). Он и ещё четверо других членов Палаты представителей, также греки Питер Кирос, Гас Ятрон, Пол Сарбейнз и Скип Бафалис, а также Пол Цонгас, объединили свои усилия с целью обеспечить выполнение правительством США положений Закона о помощи иностранным государствам 1961 года и Закона о продаже военного имущества иностранным государствам 1968 года, которые предусматривают, что вооружение, поставляемое Соединёнными Штатами, может быть использовано лишь в оборонительных целях.
Несмотря на серьёзное сопротивление со стороны Киссинджера и президента Джеральда Форда, коалиции, всё же, удалось добиться принятия резолюции о прекращении оказания военной помощи Турции. В 1978 году, однако, эмбарго было снято Сенатом США и при поддержке президента Джимми Картера.

## Карьера в сфере образования
После ухода из Конгресса переехал в Нью-Йорк, где в 1981—1992 годах был президентом Нью-Йоркского университета.
В 1990 году, по поручению Конгресса, стал сопредседателем двухпартийной независимой комиссии по изучению процедур предоставления грантов NEA.
Президентом Биллом Клинтоном был назначен председателем Комитета президента по делам искусств и гуманитарных наук (PCAH), а также был председателем Национального фонда в поддержку демократии и членом Группы консультантов начальника Главного контрольно-финансового управления США.
Актриса Полетт Годдар оставила свою многомиллионную недвижимость Нью-Йоркскому университету в значительной степени благодаря её дружбе с гораздо более молодым Брадимасом.

## Членство в организациях и награды
Брадимас входил в состав ряда советов директоров и национальных комиссий по вопросам, начиная от искусства до высшего образования, внешней политики, труда и малого бизнеса, исторических документов и записей, а также науки, техники и управления государством.
Являлся председателем Американского фонда Дичли и сопредседателем Центра по науке, технологиям и Конгрессу Американской ассоциации содействия развитию науки в Вашингтоне (округ Колумбия).
Занимал должность председателя совета директоров Федерального резервного банка Нью-Йорка, а также был членом совета попечителей Гарвардского университета, Нью-Йоркской фондовой биржи, Фонда Рокфеллера и Центрального комитета Всемирного совета церквей.
Был членом Американской академии искусств и наук и Афинской академии наук.
Являлся членом нескольких корпоративных советов директоров, а также советов директоров Фонда имени Александра Онассиса, некоммерческой организации «Американцы за искусство», фабрики мысли «Центр национальной политики» и Испанского института Королевы Софии.
Являлся обладателем почётных степеней 47 колледжей и университетов.
Был обладателем ежегодной Премии за выдающиеся заслуги в области искусства от Американской академии и Института искусств и литературы.
Средняя комната (комната отдыха для студентов, проходящих послевузовское профессиональное образование) в Брасенос-колледже Оксфордского университета названа в честь Брадимаса (Комната Брадимаса).
Обладатель Большого креста Ордена Макариоса III — высшей государственной награды Республики Кипр.
3 октября 2011 года король Испании Хуан Карлос I даровал Джону Брадимасу Орден Изабеллы Католической — гражданский орден, вручаемый за услуги, оказанные государству.